# 14163 Johnchapman
14163 Johnchapman eller 1998 TY20 är en asteroid i huvudbältet som upptäcktes den 13 oktober 1998 av Spacewatch vid Kitt Peak-observatoriet. Den är uppkallad efter kanadensaren John Herbert Chapman.